# Vleterbeek
La Vleter becque (en néerlandais Vleterbeek) est une rivière puis un canal de Flandre occidentale en Belgique, qui se jette dans l’Yser (rive droite). Elle a une longueur totale d'environ 25 kilomètres sans grand dénivelé. À partir de Poperinghe elle porte le nom de ‘canal de Poperinghe’ (Poperingevaart).

## Parcours
Prenant sa source au Mont des Cats et traversant Godewaersvelde en France, le ruisseau passe la frontière franco-belge au hameau de l'Abeele. Ensuite il traverse la ville de Poperinghe, où, canalisé, il change de nom et devient le ‘canal de Poperinge’ (Poperingevaart), voie d’eau reliant la ville à L’Yser. Il passe aux abords de l’abbaye de Saint-Sixte (Westvleteren) et se jette dans l’Yser (rive droite) au hameau de Elzendamme.
Le canal de Poperinghe (Poperingevaart), creusé au XIIe siècle par Philippe d'Alsace, comte de Flandre, et reliant la ville de Poperinghe à l’Yser en réunissant les eaux de trois ruisseaux dont la Vleter becque, joua un rôle important dans la prospérité de la ville de Poperinghe.